# Heinrich Josef Johann von Auersperg

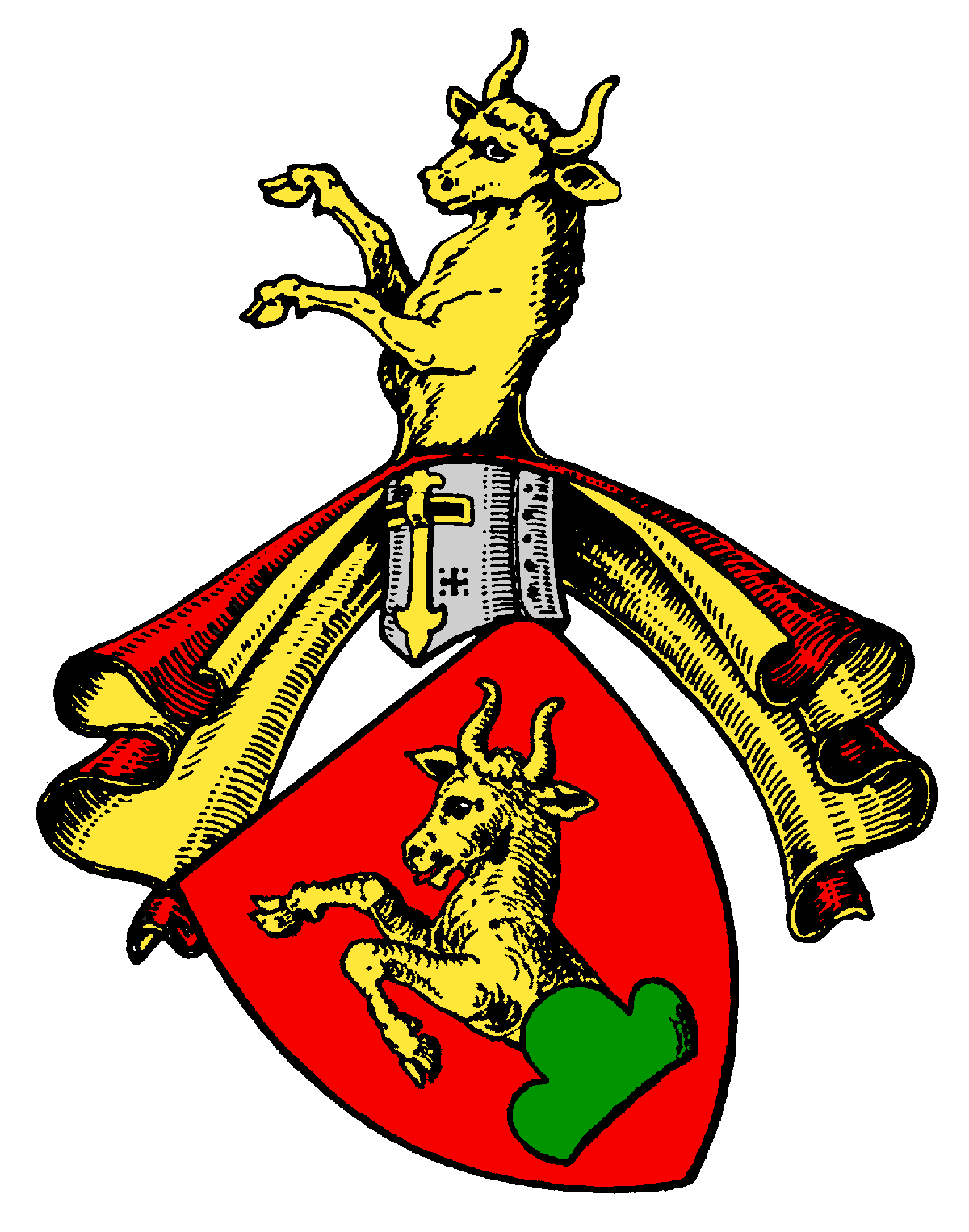
Herb von Auersperg

Heinrich Josef Johann von Auersperg (ur. 24 czerwca 1697, zm. 11 lutego 1783 w Wiedniu) – austriacki dostojnik państwowy, książę ziębicki w latach 1713–1783, gubernator Galicji w latach 1774–1780.

## Życiorys
Heinrich Josef Johann von Auersperg był najmłodszyn dzieckiem Franza Karla von Auersperga i jego żony Marii Theresy von Rappach. Jego starszy brat zmarł w wieku 10 lat i Heinrich Josef został jedynym spadkobiercą ojca. W 1715 r. książę przyjechał na Śląsk i pozostał przez rok w księstwie ziębickim. Planował odbudować zamek w Ząbkowicach przeznaczając na ten cel 8000 talarów, a dalsze pieniądze wymusił na mieszkańcach Ząbkowic. Po przeprowadzeniu pewnych prac książę zaniechał ich z powodu wysokich kosztów. Josef Heinrich von Auersperg był tajnym radcą i kawalerem Orderu Złotego Runa.
Heinrich Josef von Auersperg był dwukrotnie żonaty. 21 maja 1719 r. ożenił się z księżniczką Marią Dominika Magdaleną von und zu Liechtenstein (1698-1724), córką nieżyjącego już wówczas księcia Johanna Adama Andreasa i jego żony Edmundy Theresy Marii von Dietrichstein. Pierwsza żona Heinricha Josefa von Auersperga zmarła 1 lipca 1724 r. Po kilku latach ożenił się powtórnie, z Marią Franciską Trautson von Falkenstein (ur. 11 lipca 1708, zm. 4 kwietnia 1761), córką księcia Johanna Leopolda Donata von Trautson i hrabiny Marii Theresy von Weissenwolf. Z pierwszego małżeństwa Heinrich Josef miał dwóch synów i córkę, a z drugiego sześciu synów i cztery córki.
W czerwcu 1774 roku został, już jako człowiek wiekowy, trzecim gubernatorem Galicji i ostatnim z nadania Marii Teresy. Von Auersperg kazał wydać patent osiedleńczy – Ansiedlungspatent Marii Teresy dnia 1 października 1774 roku. Był on skierowany do rozmaitych rzemieślników wszystkich wyznań. W czerwcu 1780 roku, na pięć miesięcy przed śmiercią cesarzowej, na stanowisku gubernatora zastąpił go hr. Joseph Brigido.

## Literatura
- Piotr Napierała, „Konflikt dwóch światów. Terezjańscy i józefińscy biurokraci w Galicji (1772-1790)”, W: G. Pełczyński, K. Święcicki (red.), Polacy wobec wielości kultur. Wczoraj-dziś-jutro, KMB-DRUK Gniezno 2009, s. 91–102. ISBN 978-83-61352-40-2.
- Marian Tyrowicz, Galicja od pierwszego rozbioru do Wiosny Ludów 1772-1849 – wybór tekstów źródłowych, Wrocław 1956.
- Tuma K., z Auersperga, [w:] Ottův Slovník Naučný, t. 2, Praha 1889, s. 1019–1025.